# Métamorphoses symphoniques sur des thèmes de Carl Maria von Weber
Métamorphoses symphoniques sur des thèmes de Carl Maria von Weber est une œuvre pour grand orchestre de Paul Hindemith. Composée aux États-Unis en 1943, elle fut créée en 1944 par Artur Rodziński.

## Analyse de l'œuvre
1. Allegro, d'après les Huit Pièces, op. 60 ;
2. Scherzo, d'après l'Overtura chinesa (reprise dans Turandot, op. 37) ;
3. Andantino, d'après les Six Pièces, op. 10 ;
4. Finale — Marche, d'après les Huit pièces op. 60.